# احتلال دول البلطيق

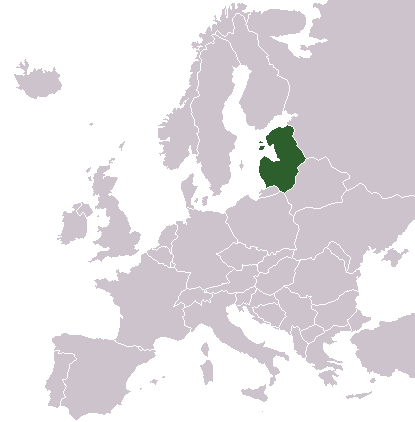

شمل احتلال دول البلطيق احتلال الاتحاد السوفياتي عسكريًا لدول البلطيق الثلاث، إستونيا ولاتفيا وليتوانيا تحت غطاء اتفاق مولوتوف–ريبنتروب، الذي وُقّع في شهر يونيو عام 1940. أُلحقت تلك الدول بالاتحاد السوفياتي بصفتها جمهوريات مُكوِنة للاتحاد في شهر أغسطس من عام 1940، على الرغم من عدم اعتراف معظم القوى الغربية والأمم الأخرى بهذا الإلحاق. في الثاني والعشرين من شهر يونيو عام 1941، هاجمت ألمانيا النازية الاتحاد السوفياتي، واحتلت المناطق البلطيقية خلال أسابيع. في شهر يوليو من عام 1941، ضمّ نظام الرايخ الثالث أراضي البلطيق إلى مفوضية الرايخ أوستلاند. وجراء تقدم الجيش الأحمر في دول البلطيق عام 1944، أو ما عُرف بهجوم البلطيق، استعاد الاتحاد معظم دول البلطيق وتمكّن من حصار الجيوش الألمانية في جيب كورلاند حتى إعلانها الاستسلام رسميًا في شهر مايو من عام 1945. استمر «الاحتلال الإلحاقي» (بالألمانية: Annexionsbesetzung)‏ السوفياتي لدول البلطيق حتى أواخر شهر أغسطس من عام 1991، عندها استعادت الدول الثلاث استقلالها.
أعلنت دول البلطيق، إلى جانب الولايات المتحدة ومحاكمها القانونية والبرلمان الأوروبي و المحكمة الأوروبية لحقوق الإنسان و مجلس حقوق الإنسان التابع للأمم المتحدة، أن الدول الثلاث تعرضت للغزو والاحتلال والإلحاق غير القانوني بالاتحاد السوفياتي وفقًا لاتفاق مولوتوف–روبينتروب من عام 1939. وبعدها تعرضت الدول الثلاثة إلى الاحتلال من طرف ألمانيا النازية منذ عام 1941 وحتى عام 1944، ثم الاحتلال من طرف الاتحاد السوفياتي منذ عام 1944 وحتى عام 1991. أدت سياسة عدم الاعتراف بالضم تلك إلى بروز مبدأ الاستمرار القانوني لدول البلطيق، فبحكم القانون أو من الناحية القانونية، ظلت دول البلطيق دولًا مستقلة تحت الاحتلال غير القانوني على مر الفترة الواقعة بين عامي 1940 و1991.
أدان الاتحاد السوفياتي الاتفاقية السرية الموقعة عام 1939 بين ألمانيا النازية والاتحاد نفسه، وذلك خلال عملية إعادة تقييم التاريخ السوفياتي التي بدأت خلال فترة برنامج الإصلاحات الاقتصادية (البيريسترويكا) عام 1989. لكن الاتحاد السوفياتي لم يتعرف أبدًا أثناء فترة وجوده باحتلال أو إلحاق تلك الدول، واعتبر جمهوريات إستونيا ولاتفيا وليتوانيا الاشتراكية السوفياتية إحدى الجمهوريات المُكوِنة للاتحاد. من ناحية أخرى، اعترفت جمهورية روسيا الاتحادية الاشتراكية السوفياتية عام 1991 أن أحداث عام 1940 كانت «ضمًا». يتبنى التحريف التاريخي وعلم التأريخ الروسي والكتب المدرسية الفكرة القائلة أن دول البلطيق انضمت إلى الاتحاد السوفياتي طوعيًا بعدما أشعل سكانها ثورات اشتراكية مستقلة عن التأثير السوفياتي. تصر حكومة روسيا الاتحادية، والمسؤولون الحكوميون الروس أيضًا، أن إلحاق دول البلطيق كان متماشيًا مع القانون الدولي، وأن الدول حصلت على اعتراف بحكم القانون إثر الاتفاقيات المُوقع عليها في شهر فبراير عام 1945 في مؤتمر يالطا ومؤتمر بوتسدام الواقع بين شهري يوليو وأغسطس عام 1945 واتفاقية هلسنكي عام 1975، والتي أعلنت عن حصانة الأراضي وفق الحدود التي كانت موجودة في تلك الفترة. على أي حال، وافقت روسيا على مطلب أوروبا المتمثل بـ «مساعدة الأفراد المُرحلين من دول البلطيق المحتلة» عقب انضمامها إلى مجلس أوروبا عام 1996. بالإضافة لما سبق، عندما وقعت جمهورية روسيا الاتحادية الاشتراكية السوفياتية اتفاقية منفصلة مع ليتوانيا عام 1991، اعترفت أن الضم الذي حصل عام 1940 هو اعتداء على سيادة ليتوانيا الذاتية، واعترفت باستمرار وجود دولة ليتوانيا بحكم القانون.
ادعت معظم الحكومات الغربية أن السيادة الذاتية لدول البلطيق لم تُلغَ بشكل شرعي، فاستمرت بالاعتراف بتلك الدول بصفتها كيانات سياسية ذات سيادة مستقلة تمثلها المفوضيات –التي عينتها دول البلطيق قبل العام 1940– التي مارست عملها في واشنطن وأماكن أخرى من العالم.

## الاحتلال السوفيتي لدول البلطيق 1940-1941
في 6 أكتوبر انهى الاتحاد السوفيتي احتلاله لبولندا، وأراد السوفييت من دول البلطيق توقيع معاهدات تسمح بالتواجد السوفييتي العسكري في هذه الدول، في 15 يونيو الحكومة الليتوانية لم يكن لها خيار سوى الخضوع للإنذار النهائي للاتحاد السوفييتي، اقترح رئيس ليتوانيا أنتاناس سمينونا مقاومة السوفيت لكن الحكومة الليتواينة رفضت اقتراحه.
في 16 يونيو 1940، تلقت استونيا ولاتفيا إنذارا نهائياً، دخلت القوات السوفييتية هذه الدول ونصبوا اندري فيشنسكي حاكماً على لاتفيا واندري زهدانوف في استونيا، ووضعوا رئيسي الدولتيين في السجن وماتوا في سيبريا في يونيو عام 1941.

## الاحتلال الألماني لدول البلطيق 1941-1944
في 22 يونيو 1941 بدأ الاجتياح الألماني للاتحاد السوفييتي، وبسبب الحكم الصارم للسوفييت فقد رحب سكان البلطيق بالألمان عند عبورهم الحدود واندلعت ثورة في ليتوانيا، وعند اقتراب الألمان من ريغا وتالين تشكلت حكومات وطنية على أمل أن يعطي الألمان الاستقلال لدول البلطيق ولكن الآمال خابت حيث أن الألمان كانوا يسعون لجعل دول البلطيق ضمن إمبراطورية الرايخ الثالث.

## محاولات الاستقلال البلطيقية والهجوم السوفيتي
قبل يومين من وصول قوات الفيرماخت قام الليتوانيون بانقلاب على السوفييت وشكلوا حكومة أقرها الألمان عند وصولهم كحكومة مؤقتة، وفي لاتفيا تم تشكيل المجلس المركزي اللاتيفي في 1943 تحت الأرض، لكن تم تدميره من قبل الغوستافو في عام 1945، في أستونيا طالب يوري الونس بإعادة الاستقلال وأصبح الشخصية الأبرز في الجمعية الوطنية السرية ثم أصبح رئيساً بالوكالة لاستونيا المستقلة في عام 1944، بشكل مغاير عن فرنسا وبولندا التي تم تشكيل حكومات لها في المنفى (في الغرب) لم يحدث المثل لدول البلطيق.
في 1 مارس 1944 انتهى حصار لينينغراد ووصلت القوات السوفيتية إلى الحدود الأستونية وبدأ الهجوم السوفيتي على البلطيق لهزيمة الألمان في 14 سبتمبر 1944. في 16 سبتمبر وضعت القيادة العليا للجيش الألماني خطة تقوم بهام القوات الأستونية بتغطية انسحاب الألمان، وصل السوفييت سريعاً إلى تالين، وقام NVDK (و هي منظمة الشرطة السرية في عهد جوزيف ستالين) بمنع أي أحد من الهروب من أستونيا، لكن هناك الكثير من اللاجئيين ممن تمكنوا من الهرب كما قامت NVDK باستهداف أعضاء الجمعية الوطنية لحكومة أستونيا، الجيش الألماني واللاتيفي ظلوا محاصريين في جيب كورتلاند حتى نهاية الحرب واستسلامهم المشروط في 10 مايو 1945.

## استقلال دول البلطيق
غير السوفييت سياساتهم في دول البلطيق وقاموا باستثمارات في مجال مصادر الطاقة والصناعة والزراعة واستمر الاحتلال السوفيتي لدول البلطيق حتى عام 1991، حيث أعلن المجلس الأعلى السوفييتي الليتواني الاستقلال في 11 مارس 1990 وأعلن المجلس الأعلى السوفييتي الأستوني الاستقلال في 30 مارس 1990 واللاتيفى في 4 مايو 1990.
بدأت المفاوضات بين الاتحاد السوفيتي ودول البلطيق في أواسط يونيو، كان هناك تحدي آخر يواجهه الاتحاد السوفيتي وهو مطالبة الحكومة الفيدرالية الروسية بالحكم، قامت دول البلطيق بمفاوضات مع الحكومة الروسية الفيدرالية، عند فشل المفاوضات أرسل السوفييت قواتهم إلى ليتوانيا ولاتفيا في يناير 1991، في أغسطس حاول أعضاء من الحكومة الروسية الفيدرالية السيطرة على الحكم في موسكو، بعد يوم في 21 أغسطس أعلنت أستونيا استقلالها وقامت لاتفيا بإعلان استقلالها في نفس اليوم، أصبح انهيار الاتحاد السوفييتي أكيد واعترف استقلال دول البلطيق في 6 سبتمبر 1991، انسحبت القوات الروسية من دول البلطيق في 31 أغسطس 1994. وروسيا إنهاء وجودها العسكري في انها آخر محطة رادار في عام 31 أغسطس 1998.